# Марко Николић
Марко Николић (Краљево, 20. октобар 1946 — Београд, 2. јануар 2019) био је српски филмски и позоришни глумац. Телевизијску славу је стекао главном улогом у ТВ серији Бољи живот, као и улогом Карађорђа, у неколико ТВ драма и у серији Вук Караџић. Добитник је више сталешких награда за своја глумачка остварења, а издвајају се Награда „Павле Вуисић” и Награда Цар Константин.

## Биографија
Марко Николић је рођен у Краљеву 20. октобра 1946. године. Његови родитељи су живели и радили у Теслићу, али су убрзо принуђени да напусте град након доласка усташа и населе се у Краљеву, у тада окупираној Србији. Николић је одрастао у Краљеву, а још одмалена посећивао је Краљевачко позориште. Његова мајка Лепосава такође је била глумица, отац шумарски инжењер, а имао је и старијег брата.
Као дечак тренирао је кошарку у краљевачкој Слоги и у својој седамнаестој години доспео до сениорског тима. Упркос посвећености спорту, Николић је убрзо заволео позориште и решио да се бави глумом. Након завршетка основне школе „Светозар Марковић“ и средње школе, одслужио је војни рок, а након тога је одлучио да упише глуму. Пао је на пријемном испиту на Академији за позориште, филм, радио и телевизију у Београду и на Академији уметности Универзитета у Новом Саду, а студент глуме постао је из трећег покушаја у Београду.
На академији је студирао заједно са Микијем Манојловићем, Предрагом Ејдусом, Драганом Максимовићем, и Гораном Султановићем. Дипломирао је 1972. године, а од 1970. године био је члан Народног позоришта у Београду.
У оквиру 48. Филмских сусрета у Нишу у августу 2013. године представљени су документарни филм Марко Николић, Змај и Дунав и монографија о уметнику.
Имао је три брака иза себе и троје деце, укључујући и ћерку Мину, која је такође глумица.
Преминуо је 2. јануара 2019. године након дуге и тешке болести на КБЦ „Звездара” у Београду. Комеморација поводом смрти одржана је у Народном позоришту 5. јануара, а сахрањен је истог дана у Алеји заслужних грађана на Новом гробљу у Београду.

## Глумачка каријера

### 1967—1970.
Још док је студирао, Николић је добио неколико мањих филмских улога. Појавио се у једној епизоди мини серије Летови који се памте, а наредне године и у филму Биће скоро пропаст света, где је имао споредну улогу Азиза. Исте, 1968. године имао је улогу у ТВ филму Невероватни цилиндер Њ. В. краља Кристијана. Године 1969. појавио се у филмовима Седмина и Заседа Живојина Павловића, у улози сеоског милицајца, као и у победничком филму Берлинског филмског фестивала, Рани радови, у улози Драгише. Године 1970. имао је улогу у филму Пуцањ, режисера Крешимира Голика.

### 1971—1980.
Године 1971. глумио је у две епизоде ТВ серије Чедомир Илић у улози студента, а исте године и у ТВ филмовима Дон Кихот и Санчо Панса и Домовина у песмама. У краткометражном филму Амигос појавио се 1972. године, као и у филму Први сплитски одред у улози усташког повереника. Године 1973. имао је улогу у ТВ серији Од данас до сутра, а 1974. године у ТВ серији Дивље године као непознати. Шира публика упознала је Николића као артиљерца у ратном филму Жике Митроића, Ужичка република из 1974. године, где је играо у улози Клакера. Након тога уследила је улога у филму Познајете ли Павла Плеша? (1975), а онда и у партизанском филму Девојачки мост (1976), где је Николић у улози партизана Марка био један од главних актера филма. Уследиле су улоге у ТВ серији Грлом у јагоде (1976), мини-серији На путу издаје (1976) и ТВ серији Ужичка република, такође у улози Клакера. Године 1977. Николић се појавио у филмовима Пуцањ као Петар Зорић, Инфериорност као Абериђи и у ТВ филму 67. састанак Скупштине Кнежевине Србије у улози Адама Богосављевића. Током седамдесетих година, Николић је имао велики број улога као партизански борац, 1978. године глумио је у филмовима Двобој за јужну пругу као Миша, филму Бошко Буха као Пушкар и ТВ мини-серијама Бошко Буха и Размена. Године 1979. појавио се у ТВ филмовима Ујед као Милош и Прва српска железница као Никола Пашић. Током 1980. године појавио се у филмовима Петријин венац као Добривоје, Снови, живот, смрт Филипа Филиповића као комуниста и у ТВ филму Нешто из живота као ветеринар Живота.

### 1981—1990.
Године 1981. појавио се у ТВ серији Светозар Марковић као Адам Богосављевић и филмовима Шеста брзина као гастарбајтер, Стари Београд, Била једном љубав једна, Краљевски воз као железничар илегалац, Туга као младић и филму Бунтовник. Током 1982. појавио се у ТВ серијама Приче из радионице као гастарбајтер, Последњи чин, Докторка на селу као секретар Радиша, Приче преко пуне линије, Шпанац и ТВ филму Београд некад и сад у улогама Неше, Николе и Петра. Године 1983. глумио је у француском филму Le prix du danger у улози такмичара, ТВ серијама Замке као Павле, мајор ОЗНЕ, Раде Кончар и ТВ филму Карађорђева смрт. Улога Карађорђа Петровића у режији Ђорђа Кадијевића донела му је велику популарност, а убрзо након тога је почело дугогодишње снимање ТВ серије Вук Караџић, где је такође тумачио лика Карађорђа.
Године 1984. појавио се у једној епизоди ТВ мини серије Не тако давно и две епизоде ТВ серије Улични певачи. У ТВ филму Миомира Микија Стаменковића Двоструки удар појавио се 1985. године, а након тога и у шест епизода македонске серије Кво вадис? у улози Тигелина. Мање улоге забележио је 1986. године, у ТВ серији Сиви дом као Кецов стриц и ТВ филму Врење. Године 1987. појавио у три епизоде серије Lo scialo, а након тога у улози због које је привукао велику пажњу шире публике — као Драгиша „Гига“ Попадић у ТВ серији Бољи живот. Исте године је отпочело и емитовање тв серије Вук Караџић, где је поново тумачио лик Карађорђа. Након тога уследила је улога у ТВ филму Новогодишња прича (1988) и филму Бољи живот (1989). Николић се такође појавио у две епизоде ТВ серије Другарица министарка као Гига Попдић, а наредне 1990. године у филмовима Глуви барут као Мрки и ТВ филму Љубав је хлеб са девет кора.

### 1991—2000.
Године 1991. Николић се појавио у ТВ филмовима Конак, Глава шећера као Узивоић и Апис као мајор Љубомир Вуловић. Године 1992. играо је Карађорђа Петровића у ТВ серији Театар у Срба, а исте године и на ТВ филму Јуриш на скупштину у улози Миломира Соколовића. Године 1994. у улози Стефана Николића појавио се у филму Здравка Шотре, Дневник увреда 1993, једној епизоди ТВ серије Полицајац са Петловог брда као Рембо и ТВ филму Новогодишња прича као Живота. У филму Тераса на крову из 1995. године, Николић се појавио у улози Ратка, а исте године и у девет епизода ТВ серије Крај династије Обреновић као Димитрије Цинцар-Марковић и филму Тамна је ноћ у улози Бошка Белезаде. У периоду од 1994—1996. године глумио је у улози Бате Шејна Давидовића у двадесет и девет епизода ТВ серије Срећни људи. Николић је такође имао улогу у ТВ серији Горе-доле, режисера Милоша Радивојевића као Дамјан Данковић Џокс, где се у периоду од 1996—1997. године појавио у дванаест епизода. Године 1997. појавио се у ТВ филму Љубав, женидба и удадба у улози Јована, а наредне године у ТВ филмовима Свирач као газда Милун Вучетић и Никољдан 1901. године као кафеџија Ставрос. Године 1999. појавио се у филмовима Morte di una ragazza perbene  и Нек буде што буде.

### 2001—2010.
Године 2001. Николић се појавио у кратком ТВ филму Рондо и ТВ мини-серији Буди фин. У филму Живојина Павловића, Држава мртвих из 2002. године, Николић се нашао у улози пијанца Роцка, а исте године појавио се у филму Кордон у улози Змаја, за коју је добио Награду Цар Константин 2003. године на 38. Филмским сусретима у Нишу. Такође, Николић је 2002. године имао улогу мајстора Саве у једној епизоди ТВ серије Казнени простор и ТВ филмовима Загонетне варијације као писац Абел Знорко, Тридесетдва квадрата као Љубисав и ТВ филму Акција Тигар, где се појавио у улози Милуна Петковића. Као Божидар Спасић глумио је у осам епизода ТВ серије Најбоље године из 2003. године, а 2004. године у ТВ филму Скела у улози господара. Појавио се и у ТВ серији Небојше Ромчевића, Љубав, навика, паника, у три епизоде, као Ђоле, 2005. године. У периоду од 2005—2006. године глумио је Бумидира Попиводу у двадесет и девет епизода ТВ серије Идеалне везе. Николић се појавио у мањој улози Карађорђа у филму Шејтанов ратник из 20056. године, а након тога у периоду од 2007—2008. године појављивао се у ТВ серији Кафаница близу СИС-а, у улози Богија. У улози организатора појавио се у једној епизоди серије Куку, Васа (2010), а исте године глумио је у улози Атанаса Божића у филму Монтевидео, Бог те видео!

### 2011—2019.
У филму Срђана Драгојевића Парада из 2011. године имао је улогу Богдана, а наредне године појавио се у десет епизода ТВ серије Јагодићи као Мате. У периоду од 2012—2013. године појавио се у пет епизода ТВ серије Монтевидео, Бог те видео! као Атанас Божић. Николић је забележио улогу и у краткометражном хрватском филму Кутија из 2013. године у улози Брке. Појавио се у сегменту Софија, филма Једнаки (2014), а исте године и у филму Пети лептир као деда Душан. У периоду од 2012—2015. године глумио је у тридесет и седам епизода црногорске и српске серије Будва на пјену од мора, у улози ђеда Јоке, а након тога у филму Радоша Бајића, За краља и отаџбину (2015) у улози Милисава Јањића. Исте, 2015. године појавио се у улози Дејана Станића у филму Брат Дејан, као и у једног епизоди ТВ серије Чизмаши, где је наступио са улогом генерала Пантића. У улози Митрофана Бана појавио се у ТВ серији Божићни устанак, 2017. године. Остварио је улоге и у шест епизода ТВ серије Сенке над Балканом као деда Лука, као и у краткометражном филму Песник револуције, такође из 2017. године. Адвоката Симу глумио је у ТВ серији Пет, након тога исте године остварио је улоге у серијама Комшије као Живојин, Погрешан човек као Лазар Црнковић старији, серијама Жигосани у рекету као деда Миша и у Ургентни центар као Храбен Лукић.

## Филмографија
| Год.       | Назив                                       | Улога                            |
| ---------- | ------------------------------------------- | -------------------------------- |
| 1960-е     |                                             |                                  |
| 1967.      | Летови који се памте                        |                                  |
| 1968.      | Невероватни цилиндер Њ. В. краља Кристијана |                                  |
| 1968.      | Биће скоро пропаст света                    | Азиз                             |
| 1969.      | Заседа                                      | сеоски милицајац                 |
| 1969.      | Седмина                                     |                                  |
| 1969.      | Рани радови                                 | Драгиша                          |
| 1970-е     |                                             |                                  |
| 1970.      | Пуцањ                                       |                                  |
| 1970.      | Чедомир Илић                                | студент                          |
| 1971.      | Домовина у песмама                          |                                  |
| 1971.      | Дон Кихот и Санчо Панса                     |                                  |
| 1972.      | Амигос                                      |                                  |
| 1972.      | Први сплитски одред                         | повереник главног усташког стана |
| 1973.      | Од данас до сутра                           |                                  |
| 1974.      | Дивље године                                |                                  |
| 1974.      | Ужичка република                            | Клакер                           |
| 1975.      | Познајете ли Павла Плеша?                   |                                  |
| 1976.      | Ужичка република (ТВ серија)                | Клакер                           |
| 1976.      | На путу издаје                              | партизански официр               |
| 1976.      | Девојачки мост                              | Марко                            |
| 1976.      | Грлом у јагоде                              | Марко                            |
| 1977.      | Инфериорност                                | Абериђи                          |
| 1977.      | 67. састанак Скупштине Кнежевине Србије     | Адам Богосављевић                |
| 1977.      | Пуцањ                                       | Петар Зорић                      |
| 1978.      | Размена                                     |                                  |
| 1978.      | Двобој за јужну пругу                       | Миша                             |
| 1978.      | Бошко Буха (ТВ серија)                      | Пушкар                           |
| 1978.      | Бошко Буха                                  | Пушкар                           |
| 1979.      | Прва српска железница                       | Никола Пашић                     |
| 1979.      | Ујед                                        | Милош                            |
| 1980-е     |                                             |                                  |
| 1980.      | Петријин венац                              | Добривоје                        |
| 1980.      | Нешто из живота                             | ветеринар Живота                 |
| 1980.      | Снови, живот, смрт Филипа Филиповића        | комуниста демонстрант            |
| 1981.      | Краљевски воз                               | железничар илегалац              |
| 1981.      | Туга                                        | младић                           |
| 1981.      | Стари Београд                               |                                  |
| 1981.      | Бунтовник                                   |                                  |
| 1981.      | Била једном љубав једна                     |                                  |
| 1981.      | Светозар Марковић                           | Адам Богосављевић                |
| 1981.      | Шеста брзина                                | гастарбајтер                     |
| 1982.      | Шпанац                                      | поручник краљеве војске          |
| 1982.      | Последњи чин                                |                                  |
| 1982.      | Београд некад и сад                         | Неша, Никола, Петар              |
| 1982.      | Приче из радионице                          | гастарбајтер Милорад             |
| 1982.      | Докторка на селу                            | секретар Радиша                  |
| 1982.      | Приче преко пуне линије                     | Никола Стокић                    |
| 1983.      | Карађорђева смрт                            | Карађорђе                        |
| 1983.      | Замке                                       | Павле, мајор ОЗНЕ                |
| 1983.      | Раде Кончар                                 |                                  |
| 1983.      | Le Prix du danger                           | такмичар                         |
| 1983.      | Велики транспорт                            | Павле Парошки                    |
| 1984.      | Не тако давно (ТВ серија)                   |                                  |
| 1984.      | Улични певачи                               |                                  |
| 1985.      | Двоструки удар                              | Брка                             |
| 1985.      | Кво вадис?                                  | Тигелин                          |
| 1986.      | Врење                                       |                                  |
| 1986.      | Сиви дом                                    | Кецов стриц                      |
| 1987.      | Резервисти                                  |                                  |
| 1987.      | Lo scialo                                   |                                  |
| 1987.      | Бољи живот: Новогодишњи специјал            | Драгиша „Гига“ Попадић           |
| 1988.      | Новогодишња прича                           |                                  |
| 1987—1988. | Вук Караџић                                 | Карађорђе Петровић               |
| 1989.      | Бољи живот                                  | Драгиша „Гига“ Попадић           |
| 1989.      | Другарица министарка                        | Гига Попадић                     |
| 1990-е     |                                             |                                  |
| 1990.      | Глуви барут                                 | Мрки                             |
| 1990.      | Љубав је хлеб са девет кора                 |                                  |
| 1991.      | Образ уз образ: Новогодишњи специјал        | Марко                            |
| 1991.      | Апис                                        | мајор Љубомир Вуловић            |
| 1991.      | Глава шећера                                | Давид Узловић, зеленаш           |
| 1991.      | Конак                                       |                                  |
| 1987—1991. | Бољи живот                                  | Драгиша „Гига“ Попадић           |
| 1992.      | Јуриш на скупштину                          | Миломир Соколовић                |
| 1992.      | Театар у Срба                               | Карађорђе Петровић               |
| 1994.      | Дневник увреда 1993                         | Стефан Николић                   |
| 1994.      | Новогодишња прича                           | Живота                           |
| 1994—1996. | Срећни људи                                 | Велимир Давидовић                |
| 1994.      | Полицајац са Петловог брда                  | Рембо                            |
| 1995.      | Крај династије Обреновић                    | Димитрије Цинцар-Марковић        |
| 1995.      | Тераса на крову                             | Ратко                            |
| 1995.      | Тамна је ноћ                                | Бошко Бележада                   |
| 1997.      | Љубав, женидба и удадба                     | Јован                            |
| 1996-1997. | Горе доле                                   | Дамјан Данковић „Џокс“           |
| 1998.      | Никољдан 1901. године                       | кафеџија Ставрос                 |
| 1998.      | Свирач                                      | газда Милун Вучетић              |
| 1999.      | Нек буде што буде                           |                                  |
| 1999.      |                                             |                                  |
| 2000-е     |                                             |                                  |
| 2001.      | Буди фин                                    |                                  |
| 2001.      | Рондо                                       | пацијент 1                       |
| 2002.      | Акција Тигар                                | Милун Петковић                   |
| 2002.      | Тридесетдва квадрата                        | Љубисав                          |
| 2002.      | Загонетне варијације                        | Абел Знорко                      |
| 2002.      | Држава мртвих                               | пијанац Роћко                    |
| 2002.      | Казнени простор                             | водоинсталатер Сава              |
| 2002.      | Кордон                                      | Змај                             |
| 2003.      | Најбоље године                              | Божидар                          |
| 2004.      | Скела                                       | господар                         |
| 2005.      | Љубав, навика, паника                       | Ђоле                             |
| 2005—2006. | Идеалне везе                                | Будимир Попивода                 |
| 2006.      | Шејтанов ратник                             | Карађорђе                        |
| 2007.      | Кафаница близу СИС-а                        | Боги                             |
| 2010-е     |                                             |                                  |
| 2010.      | Монтевидео, Бог те видео!                   | Атанас Божић                     |
| 2010.      | Куку Васа                                   | организатор                      |
| 2011.      | Парада                                      | Богдан                           |
| 2012.      | Јагодићи                                    | Мате                             |
| 2012—2013. | Монтевидео, Бог те видео! (ТВ серија)       | Атанас Божић                     |
| 2013.      | Кутија                                      | Брко                             |
| 2014.      | Пети лептир                                 | деда Душан                       |
| 2014.      | Једнаки (сегмент Софија)                    |                                  |
| 2012—2015. | Будва на пјену од мора                      | ђед Јоко                         |
| 2015.      | Чизмаши                                     | генерал Пантић                   |
| 2015.      | За краља и отаџбину                         | Милисав Јањић                    |
| 2015.      | Брат Дејан                                  | генерал Дејан Станић             |
| 2017.      | Песник револуције                           |                                  |
| 2017.      | Божићни устанак                             | Митрофан бан                     |
| 2017.      | Сенке над Балканом                          | деда Лука Плетикосић             |
| 2018.      | Пет                                         | адвокат Сима                     |
| 2018.      | Комшије                                     | Живојин                          |
| 2018.      | Погрешан човек                              | Лазар Црнковић старији           |
| 2018.      | Ургентни центар                             | Храбрен Лукић                    |
| 2018.      | Жигосани у рекету                           | деда Миша                        |
| 2020.      | Отац                                        | деда                             |

## Позориште
Николић је члан Народног позоришта у Београду био од 1970. године, где је глумио у великом броју представа. У Николићеве антологије позорипне улоге убраја се и лик Абела Знорка у представи Загонетне варијације, коју је режирао Божидар Ђуровић. Представа је од премијере 2. маја 1998. године одиграна 293 пута, а за лик Абела Знорка Николић је добио награду Раша Плаовић.
- Промотор – „Ђаволов печат“
- Коментатор – „Мајка Храброст и њена деца“
- Хенри - Ричард III
- Сарош – „Ташана“
- Калимако – „Мандрагола“
- Бенкво – „Магбет“
- Орландо – „Како вам драго“
- Репетилов – „Невоље због памети“
- Неко, потом Светислав Добрић – „Ивкова слава“
- Николај Ростов – „Рат и мир“
- Сердар Јанко – „Горски вијенац“
- Афраније – „Мајстор и Маргарита“
- Гроф Цезар фон Мук – „Мефисто“
- Алекса Жуњић – „Сумњиво лице“
- Барон – „На дну“
- Љубомир Вуловић – „Апис“
- Јаша Томић – „Је ли било кнежеве вечере“
- Бертије – „Наполеон I“
- Џорџ, војвода од Клоренса  – „Ричард III“
- Соколовић – „Избирачица“
- Батиста – „Укроћена горопад“
- Карађорђе Петровић – „Вожд Карађорђе и књаз Милош“
- Лебедев – „Идиот“
- Абел Знорко – „Загонетне варијације“
- Виктор Новак – „Сузе су ОК“
- Дорн – „Галеб“
- Бералд – „Уображени болесник“...
- Шимурина - „Представа Хамлета у селу Мрдуша Доња“
- Хаџи Синанудин - „Дервиш и смрт“
- Тиресија - “Баханткиње”

## Награде
- Награда Павле Вуисић за изузетан допринос уметности глуме на домаћем филму (2012).[17]
- Награда Раша Плаовић (1998) за улогу Абела Знорка у представи Загонетне варијације (1998).[18]
- Награда Цар Константин за улогу Змаја у филму Кордон, 38. Филмски сусрети у Нишу (2003).[19]
- Прстен са ликом Јоакима Вујића, за изузетан допринос развоју Театра и афирмацији његовог угледа у земљи и иностранству (2003).
- Златна медаља за заслуге у културним делатностима указом Председника Републике Србије (2018).[20]
- Статуета Ћуран, за улогу Светислава у представи Ивкова слава (1980).
- Статуета Ћуран, за улогу Микана Спасића у представи Три боје дуге (2000).

## Фестивали
- 1988. Београдско пролеће - Скид'о сам јој звезде с неба (Вече градских песама, са групом Легенде), победничка песма
- 1996. Београдско пролеће - Не дирај ми у тамбуру (Вече градских песама)